# 慧能
慧能（えのう、638年2月27日（貞観12年2月8日） - 713年8月28日（先天2年8月3日））は、中国禅宗（南宗）の六祖。諡は大鑒真空普覚圓明禅師。范陽郡涿県（河北省保定市涿州市）の范陽盧氏の出身。曹渓大師とも呼ばれる。

## 生涯
父の盧行瑫が嶺南の新州（広東省雲浮市新興県）に流されたので、その地で生まれ育つ。父が早くに亡くなり、慧能は薪を売って母親を養っていた。ある日、町で『金剛般若波羅蜜経』の読誦を聞いて感動し、出家を思い立つ。東山の五祖弘忍の下に参じたところ、弘忍は慧能に問いかけて試す。慧能は見事に応じて入門を許されるが、文字が読めないため行者（あんじゃ）として寺の米つきに従事する。そんな中、数百人の弟子を飛び越えて弘忍から跡継ぎとして認められる。このような背景から、形式には囚われない作務禅の始祖とも呼ばれている。
その後、弘忍の法を受け継いで広州に帰り、兄弟子の印宗より具足戒を受けて正式な僧侶となり、曹渓宝林寺（広東省韶関市曲江区）に移って布教を続け、兄弟子の神秀より朝廷に推挙されるも病と称して断り、以後713年に亡くなるまで布教を続けた。

## 伝説

### 弘忍に認められる
慧能が弘忍の跡継ぎとして認められた時のでき事として、次のような伝説がある。弘忍は悟りの心境をうまく詩に表せた者を後継者と認めようと言い、弘忍門下筆頭だった神秀が壁に偈を書いたが、その詩を弘忍は認めなかった。慧能は神秀が悟りを得ていないことに気付き、神秀の詩を真っ向から否定するような詩を書いた。それを弘忍が認めたので六祖となったという。
- 神秀の詩

身是菩提樹　心如明鏡臺（身は是れ菩提樹　心は明鏡台の如し）
時時勤拂拭　莫使有塵埃（時時に勤めて拂拭し　塵埃を有らしむること莫れ）
- 慧能の詩

菩提本無樹　明鏡亦非臺（菩提本樹無く　明鏡亦臺に非ず）
本來無一物　何處惹塵埃（本来無一物　何れの處にか塵埃を惹かんと）
- 慧能の詩（多版本）

菩提本無樹　明鏡亦無臺（菩提に本から樹など無い　明鏡にもまた台など無い）
佛性常清淨　何處有塵埃（仏性は常に清浄だ　何処に塵埃が有るのか）
心是菩提樹　身為明鏡臺（心が菩提樹であり　身を明鏡台というのだ）
明鏡本清淨　何處染塵埃（明鏡は本から清浄だ　何処が塵埃に染まるというのか）
弘忍は慧能を六祖と認めたものの、他の弟子たちがそれを受け入れないだろうと思い、慧能を身の安全の為に逃がす。弘忍の命令で達磨から受け継がれた袈裟を持って大庾嶺まで逃げる慧能。500人の僧が追ってくる。遂に追いつかれるが、慧能は敢然と法論して論破した。誰が正しい法脈なのかに気付き、弟子になった者もいるという。

## 思想
慧能が「本来正教無有頓漸（正しい教えに本来は頓も漸もない）」と説いたことは、法話集である『六祖壇経』から明らかである。そして、荷沢神会を始めとした鼓吹派が、神秀の漸修禅（北宗）に対抗して頓悟禅（南宗）を説き、それが新興士大夫階級に受け入れられて爆発的に教線が拡大した。鼓吹派から青原行思（石頭宗）、南嶽懐譲（洪州宗）、南陽慧忠などの優れた弟子が輩出され、後の五家七宗全てがその一門から出た。

## 即身仏
現在、慧能のものとされる即身仏（ミイラ）は広東省韶関市曲江区の南華寺に祀られている。科学的な調査によって唐代中期に作成されたものと推定され、中国に現存するミイラとしては最古のものと言われる。衣服を含めて漆で塗り固められているため、外見からミイラの状態を確かめることはできない。文化大革命時代、紅衛兵に一部を破壊された。後に修復する際、頭骨を含めた骨格と補強の鉄材を確認することができたという。

## 語録
- 六祖壇経

## 弟子
- 荷沢神会、青原行思、南嶽懐譲、
- 南陽慧忠、永嘉玄覚、司空本浄

## 伝記
- 『六祖壇経』
- 『祖堂集』巻二
- 『景徳伝灯録』巻五
- 『宋高僧伝』巻八

日本語文献
- 古田紹欽、田中良昭『慧能　人物 中国の仏教』大蔵出版、1982年、新版1999年
- 田中良昭『慧能　禅宗六祖像の形成と変容』臨川書店〈唐代の禅僧1〉、2007年